# Skórzec (województwo podlaskie)
Skórzec – wieś w Polsce położona w województwie podlaskim, w powiecie wysokomazowieckim, w gminie Ciechanowiec.
| SIMC    | Nazwa         | Rodzaj    |
| ------- | ------------- | --------- |
| 1013832 | Nowy Skórzec  | część wsi |
| 1013849 | Stary Skórzec | część wsi |

W latach 1975–1998 miejscowość położona była w województwie łomżyńskim.
Wierni kościoła rzymskokatolickiego należą do parafii pw. św. Stanisława Biskupa i Męczennika w Pobikrach.

## Historia
W I Rzeczypospolitej wieś należała do ziemi drohickiej w województwie podlaskim.
Pod koniec XIX w. miejscowość gminna w powiecie bielskim, gubernia grodzieńska, parafia Pobikry (wcześniej Pierlejewo). Do gminy Skórzec należało 87 miejscowości, w których było łącznie 501 domów włościańskich i 1228 innych. W gminie 4230 włościan użytkujących 4884 dziesięcin. Ziemi cerkiewnej i kościelnej 238 dziesięcin, a drobnoszlacheckiej 16 354. 
Wieś posiadała 187 dziesięcin ziemi, dobra Ciecierskich 900 (w tym 474 dziesięcin lasu).
W roku 1921:
- we wsi Skórzec Nowy znajdowały się 34 budynki mieszkalne. Naliczono 261 mieszkańców (120 mężczyzn i 141 kobiet). 260 osób zadeklarowało narodowość polską, a 1 inną. Wyznanie rzymskokatolickie zgłosiło 260 osób, 1 inne.
- w Skórcu Starym było 29 budynków z przeznaczeniem mieszkalnym i 208 mieszkańców (100 mężczyzn i 108 kobiet). Narodowość polską zadeklarowało 207 osób, a 1 inną. Wyznanie rzymskokatolickie zgłosiły 202 osoby, prawosławne 1 i mojżeszowe 5[10].

## Obiektyzabytkowe
- trzy domy drewniane z końca XIX w.
- pięć domów drewnianych z początku XX w.
- zagroda:
  - stajnia drewniana, początek XX w.
  - stodoła drewniana, początek XX w.

## Obiekty użyteczności publicznej
- Ochotnicza Straż Pożarna – jednostka typu „M”

## Usługi
- tartak
- zakład mechaniki pojazdowej
- dwa zakłady stolarsko-ciesielskie
- sklep spożywczo-przemysłowy
- zlewnia mleka